# 陳柯
陳柯（1517年—？），字君則，號海洲，福建福州府閩縣人，民籍，明朝政治人物。

## 生平
嘉靖十九年（1540年）庚子科福建鄉試第六十名舉人。嘉靖二十九年（1550年）中式庚戌科會試第二百七十四名，二甲第七十四名進士。嘉靖三十六年（1557年）任浙江杭州府知府。升江西副使，兵备赣州，四十年破大帽贼劉十三等，又破流贼梁宁、劉朝曦，以功升左參政。不久被論罢归。

## 家族
曾祖陳紳；祖父陳瑩，壽官；父陳源清，教諭。母馬氏。舅馬森。永感下。